# Hedan
Hedan – szwedzka dziesięciodziałowa łódź admiralska przełomu XVII i  XVIII wieku.
W czasie zwycięskiej dla Rosji bitwy morskiej przy ujściu Newy 5 maja 1703 poddała się bombardierowi Piotrowi Aleksiejewiczowi oraz porucznikowi Mienszykowowi.